# Kronenbasilisken
Die Kronenbasilisken (Laemanctus) gehören zur Familie Corytophanidae in der Gruppe der Leguanartigen (Iguania) und werden derzeit in zwei Arten untergliedert. Bereits im Jahr 1834 beschrieb der Deutsche Zoologe Arend Friedrich August Wiegmann die erste Art der Gattung Laemanctus.

## Beschreibung
Kronenbasilisken sind sehr schlanke Echsen und erreichen eine Körperlänge von bis zu 70 cm, wobei der Schwanz etwa ¾ der Länge einnimmt. Besondere Merkmale sind die langen Beine mit jeweils 4 langen Zehen und die sehr charakteristische Krone. Ein Geschlechtsunterschied ist nur schwer zu beobachten. Männchen haben in der Regel eine etwas dickere Schwanzwurzel als Weibchen. Manchmal ist auch der Hemipenis des Männchens zu sehen, wenn sie den Schwanz sanft anheben.

## Lebensweise
Kronenbasilisken sind tagaktiv und leben bevorzugt einzeln. Besonders die Männchen sind untereinander stark territorial und verteidigen jeden einzelnen Zweig des bevorzugten Baumes. Ein Gelege besteht aus 3–4 Eiern.

## Verbreitung
Kronenbasilisken bewohnen neotropische Tieflandregenwälder Mittelamerikas.

## Ernährung
Kronenbasilisken ernähren sich überwiegend von Insekten, Spinnentieren und kleineren Fröschen. Gelegentlich werden auch reife Früchte verzehrt.

## Arten
Die Gattung der Kronenbasilisken zählt vier Arten:
- Laemanctus julioi McCranie, 2018
- Laemanctus longipes Wiegmann, 1834
- Laemanctus serratus Cope, 1864
- Laemanctus waltersi Schmidt, 1933